# Köping
Köping es una ciudad de Suecia, ubicada en la provincia de Västmanland. Tiene una población estimada, a fines de 2020, de 18.711 habitantes.
Está situada en la orilla occidental del lago Mälaren.
Köping significa lugar de mercado. Fue mencionada por primera vez en el siglo XIII. Probablemente le fue adjudicado ese nombre ya que todavía no tenía un estatuto oficial. La ubicación central de Köping se considera apropiada para mercaderes de diferentes partes del país.
La ciudad fue cristianizada en el siglo XI, junto con todo el centro y sur de Suecia. Una iglesia construida alrededor del año 1300, la Iglesia de Köping, se conserva hasta el día de hoy.
Köping recibió su estatuto de ciudad el 19 de enero de 1474.
En el siglo XVII el municipio en el que está enclavada la ciudad producía grandes cantidades de hierro, que fue exportado a otros países.
En el siglo XIX Köping se estableció como una ciudad industrial, con un gran taller mecánico y un puerto próspero. Un incendio en 1889 destruyó gran parte de Köping, pero después fue reconstruida con material de piedra bajo la supervisión del arquitecto Theodor Dahl.
En el siglo XX todo tipo de empresas se han establecido en Köping. Volvo construyó una gran fábrica en la ciudad en la década de 1920; el fabricante de camas posiblemente más conocido en Suecia, Hästens, se instaló en 1924.

## Galería

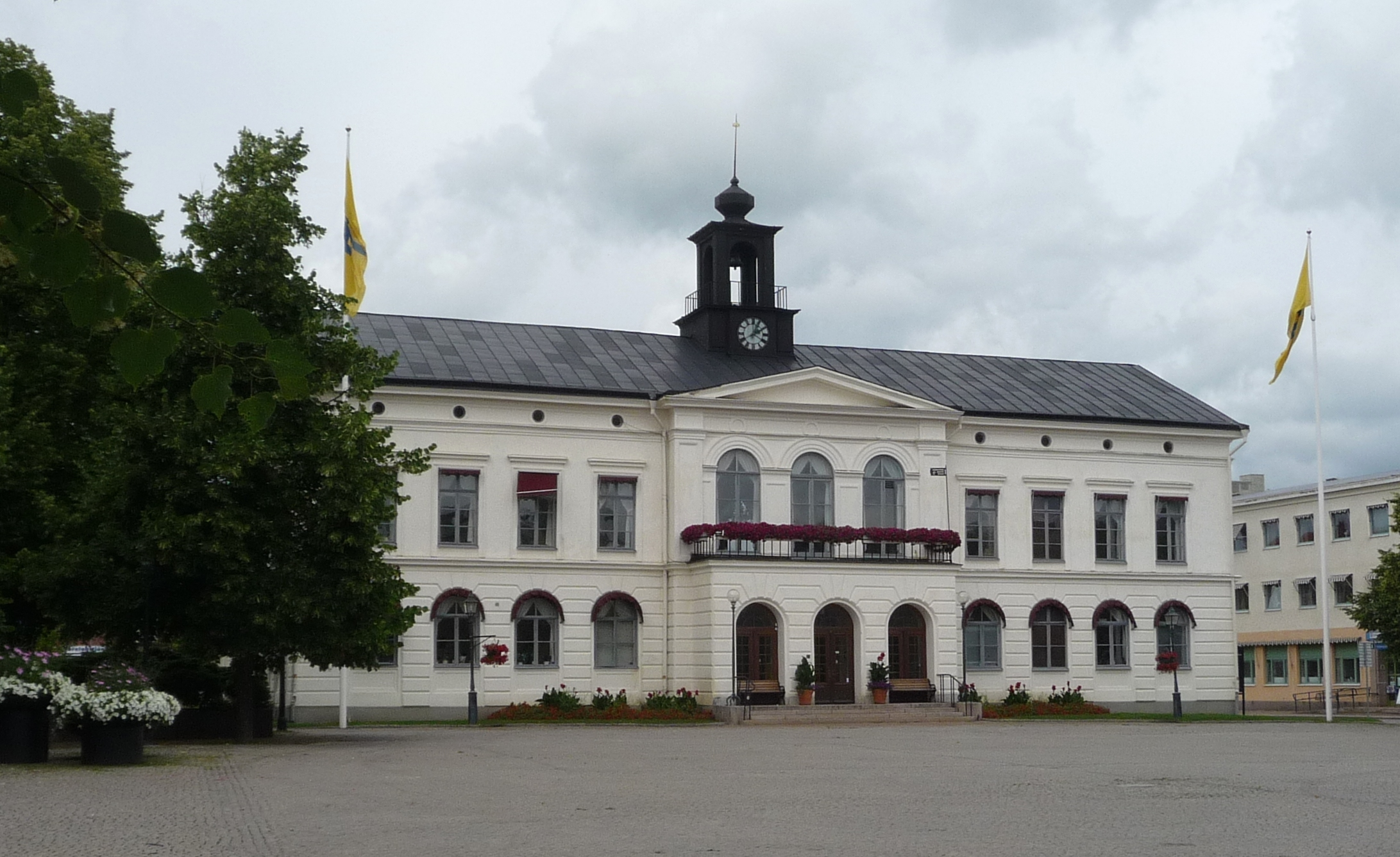
Ayuntamiento de Köping.
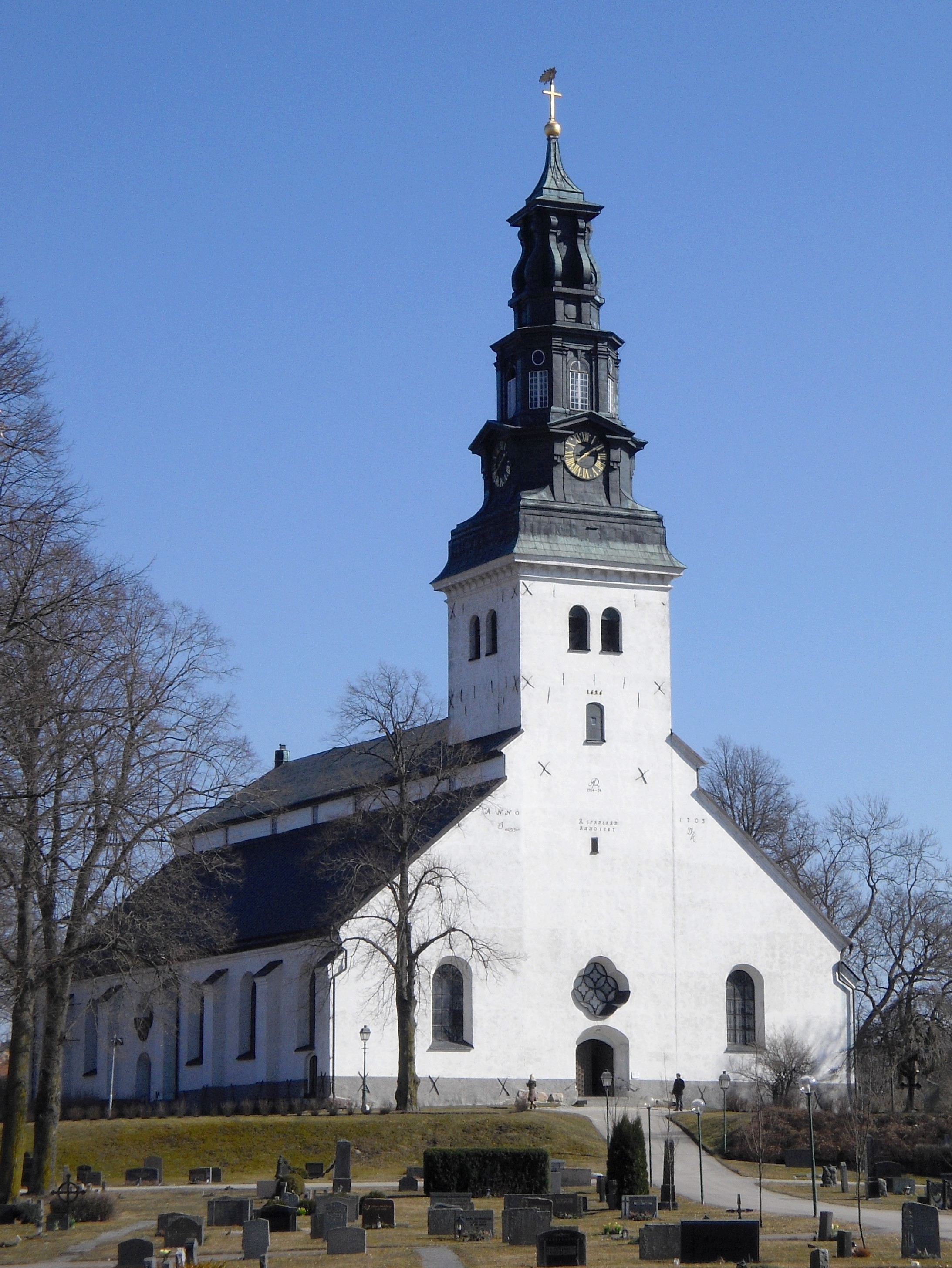
Iglesia de Köping.
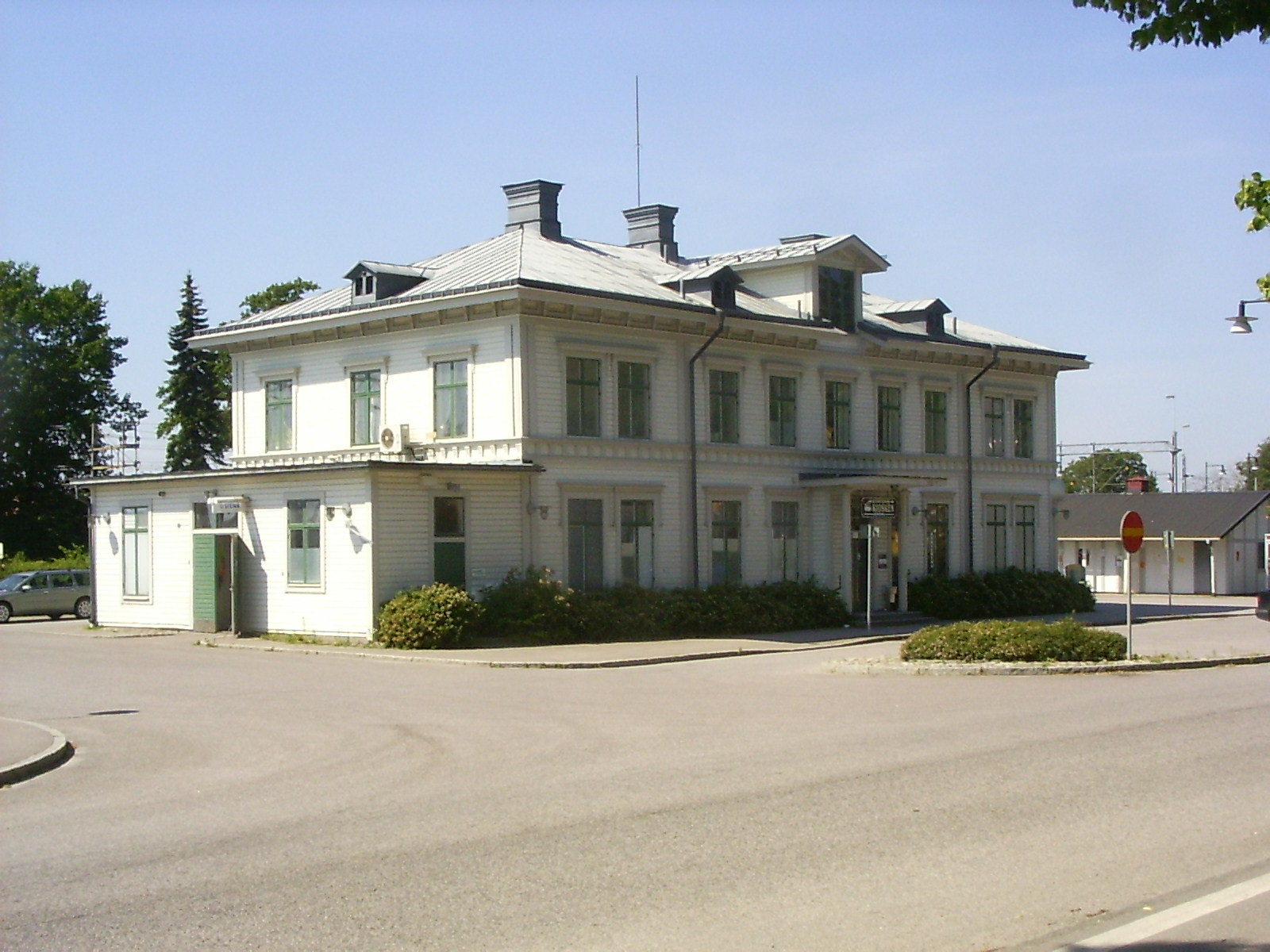
Estación de ferrocarril de Köping.

## Deportes
El siguiente equipo de fútbol representa a la ciudad de Köping:
- Köping FF

## Ciudadanos notables
- Carl Wilhelm Scheele - químico

- Richard Dybeck - jurista

- Henrik Sjögren - oftalmólogo

- Emir Bajrami - futbolista